# (6864) Starkenburg
(6864) Starkenburg (1991 RC4) – planetoida z pasa głównego asteroid okrążająca Słońce w ciągu 3,42 lat w średniej odległości 2,27 j.a. Odkryta 12 września 1991 roku.